# Lars Jansson
Lars Fredrik Jansson (Helsinki, 8 de octubre de 1926 – 31 de julio de 2000) fue un autor y dibujante finlandés. Originario de Helsinki, Jansson era hijo de un escultor, Viktor Jansson, y una ilustradora, Signe Hammarsten-Jansson. Sus hermanos incluyeron a una hermana mayor, la escritora Tove Jansson, y un hermano mayor, el fotógrafo Per Olov Jansson. En 1958, su hermana le asignó la redacción de la tira cómica Moomin, que dibujó de 1961 a 1974. Entre 1990 y 1992, Jansson trabajó con Dennis Livson para desarrollar el concepto de la serie animada Los Moomin en Japón. Su hija, Sophia Jansson, trabajó junto con él en 1993 para ayudar a gestionar la producción de una nueva serie de tiras de Moomin que Sophia ahora maneja únicamente.